# Mark Consuelos

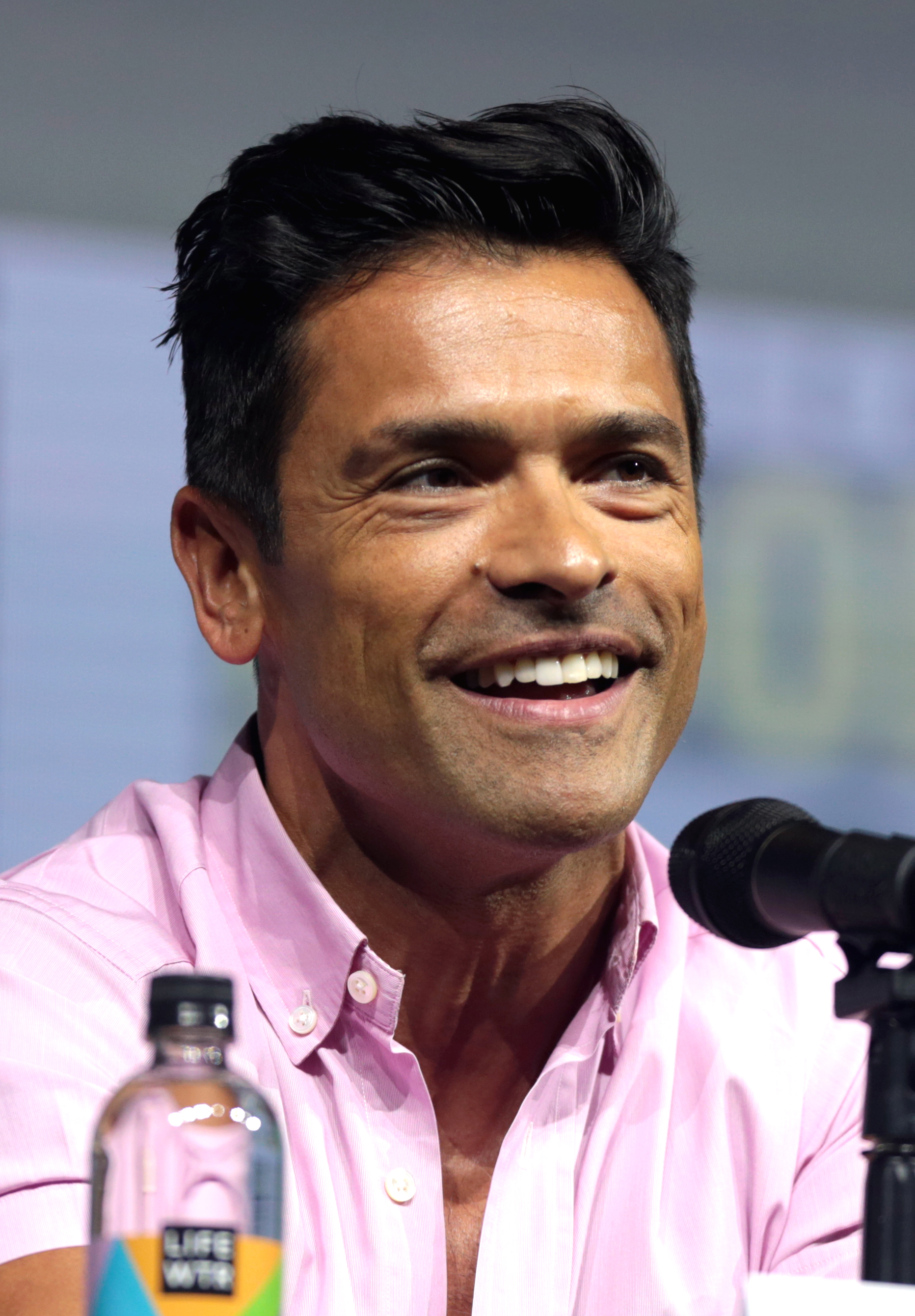

Mark Andrew Consuelos (Zaragoza, 30 maart 1971) is een Spaans/Amerikaans acteur en filmproducent.

## Biografie
Consuelos werd geboren in Zaragoza als een zoon van een Mexicaanse vader en Italiaanse moeder in een gezin van drie kinderen. In zijn kinderjaren heeft hij in Italië gewoond en daarna in Amerika, waar hij opgroeide in Lebanon (Illinois) en later in Tampa (Florida). 
Consuelos doorliep de high school aan de Bloomingdale High School in Valrico. Hierna ging hij studeren aan de universiteit van Notre Dame in St. Joseph County, tijdens zijn studie stapte hij over naar de universiteit van Zuid Florida in Tampa waar hij in 1994 zijn diploma in marketing. Tijdens zijn studietijd aan de universiteit van Zuid Florida werkte hij als een mannelijke stripper om zijn studie te bekostigen. 
Consuelos is vanaf 1996 getrouwd met actrice Kelly Ripa met wie hij een dochter (2001) en twee zonen (1997-2003) heeft.

## Filmografie

### Films
Uitgezonderd korte films.
- 2016 Nine Lives - als Ian Cox
- 2016 All We Had - als Vic
- 2014 A Walk Among the Tombstones – als Reuben
- 2010 Cop Out – als Manuel
- 2009 Hostile Makeover – als Tony Trujillo
- 2009 Killer Hair – als Tony Trujillo
- 2008 For the Love of Grace – als Steve Lockwood
- 2008 Husband for Hire – als Bo
- 2006 The Legend of Butch & Sundance – als sergeant Sanchez
- 2006 The Pleasure of Your Company – als Morty
- 2006 My Super Ex-Girlfriend – als Steve Velard
- 2005 The Great Raid – als kapelaan Guttierez
- 2003 Beautiful Girl – als Adam Lopez
- 2002 Pride & Loyalty – als Bill de politieagent
- 2002 The Last Place on Earth – als tooster op feest
- 2000 M.K.3 – als Athos

### Televisieseries
Uitgezonderd eenmalige gastrollen.
- 2024 The Girls on the Bus - als Biff De La Pena - 6 afl.
- 2017-2023 Riverdale - als Hiram Lodge - 76 afl.
- 2023 How I Met Your Father - als Juan - 2 afl.
- 2017 The Night Shift - als Cain Diaz - 8 afl.
- 2016-2017 Queen of the South - als Teo Aljarafe - 7 afl.
- 2016 Pitch - als Oscar Arguella - 10 afl.
- 2015 Kingdom - als Chapas - 5 afl.
- 2013-2014 Alpha House - als Andy Guzman - 21 afl.
- 2012-2013 Guys with Kids – als Andy – 2 afl.
- 2012-2013 American Horror Story – als Spivey – 4 afl.
- 2012 I Hate My Teenage Duaghter – als Alejandro Castillo / Alex Castillo – 2 afl.
- 1995-2010 All My Children  -als Mateo Santos sr. – 104 afl.
- 2005-2006 Hope & Faith – als Gary Gucharez – 10 afl.
- 2004-2006 1-800-Missing – als FBI agent Antonio Cortez – 37 afl.
- 2001-2003 Third Watch – als Daddy / detective Ramon Valenzuela – 2 afl.
- 2002 American Family – als Eduardo – 2 afl.
- 1997 Connect with English – als Alberto Mendoza – 8 afl.
- 1994-2004 Friends - gastrol politieagent - 1 afl.

### Filmproducent
- 2023 Big RV Remix - reality-tv - 10 afl.
- 2023 Let's Talk Off Camera with Kelly Ripa - postcastserie - 13 afl.
- 2022-2023 House of Chico - televisieserie - 7 afl.
- 2022 Best in Snow - televisiespecial
- 2022 Let's Get Physical - film
- 2022 The Disappearance of Cari Farver - film
- 2022 Generation Gap - televisieserie - 1 afl.
- 2022 Family Reboot - televisieserie - 6 afl.
- 2016-2017 Joffrey Elite - televisieserie - 21 afl.
- 2017 Fire Island - televisieserie - 7 afl.
- 2015 Cheerleaders New Jersey - televisieserie - 29 afl.
- 2014 Secret Guide to Fabulous - televisieserie - 6 afl.
- 2014 American Cheerleader - documentaire
- 2012 Cheer – televisieserie - ? afl.
- 2012 NewNowNext Vote with Wanda Sykes – film
- 2011 Dirty Soap – televisieserie - ? afl.
- 2011 Jersey Cheer – televisieserie - ? afl.
- 2011 Off the Rez – documentaire
- 2010 Homemade Millionaire – televisieserie - ? afl.
- 2009 Masters of Reception – televisieserie – 6 afl.
- 2008 The Streak – film
- 2003 American Dancer – documentaire

- Library of Congress Control Number: no2015145939
- Virtual International Authority File: 463144783101614509054
- WorldCat: E39PBJvXhGgQdhVRhcBCxBHt8C